# Pescosolido
Pescosolido – miejscowość i gmina we Włoszech, w regionie Lacjum, w prowincji Frosinone.
Według danych na rok 2004 gminę zamieszkiwało 1568 osób, 35,6 os./km².